# Sommer-Paralympics 1996/7er-Fußball
Bei den Sommer-Paralympics 1996 in Atlanta wurde in einem Wettbewerb 7er-Fußball Medaillen vergeben.

## Qualifikation

### Qualifizierte Mannschaften
Insgesamt hatten sich acht Mannschaften bei den Männern für die Paralympics qualifiziert:
| Kontinent       | Anzahl | Teilnehmer                           |
| --------------- | ------ | ------------------------------------ |
| Gastgeber       | 1      | Spanien                              |
| aus Europa      | 4      | Irland Niederlande Portugal Russland |
| aus Nordamerika | 1      | Vereinigte Staaten                   |
| aus Südamerika  | 2      | Argentinien Brasilien                |

### Kader
Die Kader der einzelnen Mannschaften sahen wie folgt aus:

## Spielmodus
Die Mannschaften starteten zunächst mit einer Gruppenphase mit zwei Gruppen, in der jeder gegen jeden spielte. Anschließend kamen die Gewinner und die Zweiten jeder Gruppe weiter und spielten im K.-o.-System gegeneinander.

## Vorrunde

### Gruppe A
| Pl. | Land        | Sp. | S | U | N | Tore    | Diff. | Punkte |
| --- | ----------- | --- | - | - | - | ------- | ----- | ------ |
| 1. | Niederlande | 2   | 2 | 0 | 0 | 007:200 | +5    | 06     |
| 2. | Spanien     | 3   | 2 | 0 | 1 | 006:300 | +3    | 06     |
| 3. | Argentinien | 3   | 1 | 0 | 2 | 008:700 | +1    | 03     |
| 4. | Portugal    | 3   | 0 | 0 | 3 | 002:900 | −7    | 0      |
| Stand: Abkürzungen: Pl. = Platz, Sp = Spiele, S = Siege, U = Unentschieden, N = Niederlagen Erläuterungen: Spiele um den 1. bis 4. Platz, Spiele um die 5. bis 8. Platz (nicht ausgespielt) |             |     |   |   |   |         |       |        |

| Rang | Nation      | Niederlande | Spanien | Argentinien | Portugal |
| ---- | ----------- | ----------- | ------- | ----------- | -------- |
| 1    | Niederlande |             | 2:1     | 3:2         | 2:1      |
| 2    | Spanien     | 1:2         |         | 3:1         | 2:0      |
| 3    | Argentinien | 2:3         | 1:3     |             | 5:1      |
| 4    | Portugal    | 1:2         | 0:2     | 1:5         |          |

### Gruppe B
| Pl. | Land               | Sp. | S | U | N | Tore    | Diff. | Punkte |
| --- | ------------------ | --- | - | - | - | ------- | ----- | ------ |
| 1. | Russland           | 3   | 3 | 0 | 0 | 009:000 | +9    | 09     |
| 2. | Vereinigte Staaten | 3   | 2 | 0 | 1 | 007:600 | +1    | 06     |
| 3. | Irland             | 3   | 1 | 0 | 2 | 001:500 | −4    | 03     |
| 4. | Brasilien          | 3   | 0 | 0 | 3 | 001:700 | −6    | 0      |
| Stand: Abkürzungen: Pl. = Platz, Sp = Spiele, S = Siege, U = Unentschieden, N = Niederlagen Erläuterungen: Spiele um den 1. bis 4. Platz, Spiele um die 5. bis 8. Platz (nicht ausgespielt) |                    |     |   |   |   |         |       |        |

| Rang | Nation             | Russland | Vereinigte Staaten | Irland | Brasilien |
| ---- | ------------------ | -------- | ------------------ | ------ | --------- |
| 1    | Russland           |          | 5:0                | 2:0    | 2:0       |
| 2    | Vereinigte Staaten | 0:5      |                    | 3:0    | 4:1       |
| 3    | Irland             | 0:2      | 0:3                |        | 1:0       |
| 3    | Brasilien          | 0:2      | 1:4                | 0:1    |           |

## Finalrunde

### Halbfinale
|             |   |                    |     |
| Niederlande | – | Vereinigte Staaten | 4:1 |
| Russland    | – | Spanien            | 2:1 |

### Spiel um den 3. Platz
|                    |   |         |     |
| Vereinigte Staaten | – | Spanien | 1:2 |

### Finale
|             |   |          |     |
| Niederlande | – | Russland | 3:1 |

## Medaillengewinner
Es wurde lediglich ein Wettbewerb bei den Männern ausgetragen.
| Gold Niederlande | Arno de Jong, Rudi van Breemen, Jaap de Vries, Paul Heersink, Carlo Dengerink, Olaf Karssen, Peter Guntlisbergen, Dirk Hennink, Percy Enser, Olaf Donners, Rene Glimmerveen    |
| Silber Russland  | Victor Morozov, Sergui Nikachine, Alexei Chemanine, Marat Fatiakhdinov, G. Guerassimov, Pavel Sizov, Sergey Khryashev, Nikolai Korenkov, Andrey Lozhechnikov, Alexei Silatchev |
| Bronze Spanien   | Julian Galilea, Borja Pardo, Juan Vazquez, Jesus Maria Visitacion, Jose Hurtado, Santiago Lopez, David Jimenez, Manuel Rufo, Aitzol Arzallus, Juan Taibo, Jorge Peleteiro      |

## Abschlussplatzierung
| Platz | Land               |
| ----- | ------------------ |
| 01    | Niederlande        |
| 02    | Russland           |
| 03    | Spanien            |
| 04    | Vereinigte Staaten |
| 05    | Argentinien        |
| 0     | Irland             |
| 0     | Brasilien          |
| 0     | Portugal           |